# Taekwondo-Weltmeisterschaften 1982
Die 5. Taekwondo-Weltmeisterschaft 1982 fand vom 24. bis 27. Februar 1982 in Guayaquil in Ecuador statt.
Insgesamt wurden 10 Wettbewerbe in unterschiedlichen Gewichtsklassen ausgetragen. Wettbewerbe für Frauen gab es noch nicht. Es nahmen 229 Athleten aus 36 Ländern teil. Damit fand zum ersten Mal eine Weltmeisterschaft in Südamerika statt.

## Ergebnisse

### Männer
| Gewichtsklasse | Gold            | Silber             | Bronze               |
| -------------- | --------------- | ------------------ | -------------------- |
| - 48 kg        | José Cedeño     | César Rodríguez    | Emilio Azofra        |
| - 48 kg        | José Cedeño     | César Rodríguez    | Dae-Sung Lee         |
| - 52 kg        | Jeon Woong-hwan | Su Chenchia        | Fernando Celada Cruz |
| - 52 kg        | Jeon Woong-hwan | Su Chenchia        | Turgay Ertugrul      |
| - 56 kg        | Kim Yong-ki     | Jesús Benito       | Chung-Sik Choi       |
| - 56 kg        | Kim Yong-ki     | Jesús Benito       | Jimmy de Fretes      |
| - 60 kg        | Jang Myeong-sam | Ignacio Blanco     | Kao Minglu           |
| - 60 kg        | Jang Myeong-sam | Ignacio Blanco     | Raffaele Marchione   |
| - 64 kg        | Park Oh-sung    | Juan Rosales       | Philipe Bouedo       |
| - 64 kg        | Park Oh-sung    | Juan Rosales       | Alfonso Qahhaar      |
| - 68 kg        | Park Cheon-jae  | Óscar Mendiola     | José Alonso          |
| - 68 kg        | Park Cheon-jae  | Óscar Mendiola     | Lindsay Lawrence     |
| - 73 kg        | Jeong Kook-hyun | Duvan Canga        | Francisco Garrido    |
| - 73 kg        | Jeong Kook-hyun | Duvan Canga        | Helmut Gärtner       |
| - 78 kg        | Kim Sang-chun   | Rashid Hassan      | Javier Mayen         |
| - 78 kg        | Kim Sang-chun   | Rashid Hassan      | Earl Taylor          |
| - 84 kg        | Ha Yong-seong   | Medhat Mansy Fahim | Ireno Fargas         |
| - 84 kg        | Ha Yong-seong   | Medhat Mansy Fahim | Ben Oude Luttikhuis  |
| + 84 kg        | Dirk Jung       | Kim Royce          | Rafael Devesa        |
| + 84 kg        | Dirk Jung       | Kim Royce          | Dario Scalella       |

## Medaillenspiegel
| Platz | Land                   | Gold | Silber | Bronze | Gesamt |
| ----- | ---------------------- | ---- | ------ | ------ | ------ |
| 1     | Südkorea               | 8    | -      | -      | 8      |
| 2     | Ecuador                | 1    | 1      | -      | 2      |
| 3     | BR Deutschland         | 1    | -      | 2      | 3      |
| 4     | Mexiko                 | -    | 3      | 2      | 5      |
| 5     | Spanien                | -    | 2      | 5      | 7      |
| 6     | Vereinigte Staaten     | -    | 1      | 4      | 5      |
| 7     | Chinesisch Taipeh      | -    | 1      | 1      | 2      |
| 8     | Brunei                 | -    | 1      | -      | 1      |
|       | Ägypten                | -    | 1      | -      | 1      |
| 10    | Italien                | -    | -      | 2      | 2      |
|       | Niederlande            | -    | -      | 2      | 2      |
| 12    | Frankreich             | -    | -      | 1      | 1      |
|       | Vereinigtes Königreich | -    | -      | 1      | 1      |

## Quelle
- Ergebnisseite der WTF (englisch) (Abgerufen am 19. November 2010)